# どーもくんの不思議てれび
『どーもくんの不思議てれび』（ - ふしぎ - ）は、2002年2月21日に任天堂より発売されたゲームボーイアドバンス用ゲームソフト。

## 概要
NHKのマスコットキャラクター・どーもくんをモチーフとしたミニゲーム集。開発の朱雀は発売当時、どーもくんの共同著作権者であるTYOグループに所属していた。
テレビの中に吸い込まれたどーもくんが、隕石によってバラバラにされた「アンテナのかけら」を集めるために番組の出演者としてミニゲーム（30種）をプレイしていく。

## どーもくんのカードe
『どーもくん』のミニゲームやプロフィールが収録されているカードe。
『不思議てれび』と同日発売のウィンターパックは全30種。『不思議てれび』にはミニゲーム「めいそうどーも」のカードeが同封されていた。

## ニンテンドーDSiウェア版
アメリカではニンテンドーDSiウェアとして5作品が2009年10月19日よりダウンロード販売開始された（各200ポイント）。それぞれ、GBA版に収録されていたミニゲームのリメイクである。
- Crush-Course Domo（ツール・ド・どーも）
- Hard-Hat（はたらく どーも）
- White-Water（激流カヌーカップ）
- Rock-n-Roll（どーもライブ）
- Pro-Putt（どーもオープンゴルフ）